# Palotabozsok
Palotabozsok è un comune dell'Ungheria di 992 abitanti (dati 2008) situato nella contea di Baranya, regione Transdanubio Meridionale